# Magneto
Magneto er en tegneserie-figur fra Marvel-universet, og en af hovedpersonerne i de 3 film der er udgivet i serien om X-Men.
Magnetos civile navn er Erik Lehnsherr og kom fra Tyskland hvor han som barn var i koncentrationslejr på grundlag af at han var jøde. Han er en såkaldt mutant og hans evne er at han kan generere, kontrollere og manipulere magnetiske felter.
I starten tilhørte han de gode og arbejdede sammen med en anden central figur i X-men, Charles Xavier, men mistede tiltroen til samarbejdet med almindelige mennesker. Han har gennem historierne samlet et antal andre ondsindede mutanter, og prøver sammen med dem gennem rabiate metoder at tilrane sig magt og kontrol i tegneserieuniverset. De gode og retskafne X-men prøver at forhindre Magneto i sine skumle forehavender, hvilket er det gennemgående handlingsforløb i filmene om X-men.